# Bergslagskanalen
| Unknown BSicon "uSTR+l" | Unknown BSicon "uBHFq" | Unknown BSicon "uSTR+r" |

| Urban straight track |  | Urban straight track |

| Unknown BSicon "uxABZgl" | Unknown BSicon "uSTR+r" | Urban straight track |

| Unused straight waterway | Unknown BSicon "uLock5" | Urban straight track |

| Unknown BSicon "uxABZg+l" | Unknown BSicon "uSTRr" | Urban station on track |

| Urban station on track |  | Urban straight track |

| Unknown BSicon "ueABZgl" | Unknown BSicon "uexSTR+r" | Urban end station, unused through track |

| Unknown BSicon "uLock5" | Unused straight waterway | Unused straight waterway |

| Urban straight track | Unused straight waterway | Unused straight waterway |

| Unknown BSicon "uSTAIRu" | Unused straight waterway | Unused straight waterway |

| Unknown BSicon "ueABZg+l" | Unknown BSicon "uexSTRr" | Unknown BSicon "uENDExa" |

| Urban station on track |  | Urban straight track |

| Unknown BSicon "uSTRl" | Unknown BSicon "uFABZq+lr" | Unknown BSicon "uSTRr" |

| Unknown BSicon "uKBHFaq" | Unknown BSicon "uTBHF" | Unknown BSicon "uSTR+r" |

|  | Urban straight track | Urban station on track |

|  | Urban end station | Urban station on track |

|  |  | Urban station on track |

|  | Unknown BSicon "uSTR+l" | Unknown BSicon "uxABZgr" |

|  | Unknown BSicon "uLock5" | Unused straight waterway |

|  | Unknown BSicon "uSTRl" | Unknown BSicon "uxABZg+r" |

|  |  | Urban station on track |

|  |  | Urban straight track |

|  |  | Unknown BSicon "uENDExe" |

| Unknown BSicon "uSTR+l" | Unknown BSicon "uBHFq" | Unknown BSicon "uSTR+r" |

| Urban straight track |  | Urban straight track |

| Unknown BSicon "uxABZgl" | Unknown BSicon "uSTR+r" | Urban straight track |

| Unused straight waterway | Unknown BSicon "uLock5" | Urban straight track |

| Unknown BSicon "uxABZg+l" | Unknown BSicon "uSTRr" | Urban station on track |

| Urban station on track |  | Urban straight track |

| Unknown BSicon "ueABZgl" | Unknown BSicon "uexSTR+r" | Urban end station, unused through track |

| Unknown BSicon "uLock5" | Unused straight waterway | Unused straight waterway |

| Urban straight track | Unused straight waterway | Unused straight waterway |

| Unknown BSicon "uSTAIRu" | Unused straight waterway | Unused straight waterway |

| Unknown BSicon "ueABZg+l" | Unknown BSicon "uexSTRr" | Unknown BSicon "uENDExa" |

| Urban station on track |  | Urban straight track |

| Unknown BSicon "uSTRl" | Unknown BSicon "uFABZq+lr" | Unknown BSicon "uSTRr" |

| Unknown BSicon "uKBHFaq" | Unknown BSicon "uTBHF" | Unknown BSicon "uSTR+r" |

|  | Urban straight track | Urban station on track |

|  | Urban end station | Urban station on track |

|  |  | Urban station on track |

|  | Unknown BSicon "uSTR+l" | Unknown BSicon "uxABZgr" |

|  | Unknown BSicon "uLock5" | Unused straight waterway |

|  | Unknown BSicon "uSTRl" | Unknown BSicon "uxABZg+r" |

|  |  | Urban station on track |

|  |  | Urban straight track |

|  |  | Unknown BSicon "uENDExe" |

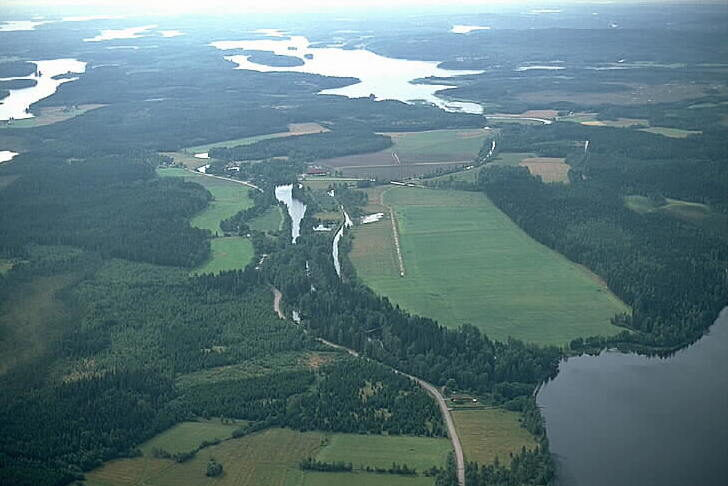
Bjurbäcks kanal

Bergslagskanalen eller Filipstads bergslags kanal är en kanal i Bergslagen i Sverige, mellan Karlskoga och Filipstad. Den består av ett sjösystem, som binds ihop av flera mindre kanaler och slussar. Kanalsystemet har en längd av 64 km, varav 4 km är grävd kanal. Nivåskillnaden är 16 m, vilket bemästras med 6 slussar.
Kanalen är unik så till vida att den är den enda i Sverige, som inte kan nås från något större vatten. Kanalen passar idag för mindre fritidsbåtar, som utifrån måste transporteras på trailer eller lastbil från Vänern. Följande begränsningar råder:
- Längd max 20,7 m
- Bredd max 3,6 m
- Djupgående max 1,2 m
- Segelfri höjd 1,8 m
- Maxfart 3 knop (gäller kanalavsnitten)

## Historia
Redan 1634 lät Kroppa kronobruk gräva Norsbäcks kanal mellan Hyttsjön och Bergsjön, en av de äldsta kanalerna i Sverige. Kanalen underlättade transporten av järn till utskeppningsorten Kristinehamn vid Vänern.
De många omlastningarna på grund av att transportvägen delvis gick över land, tog dock tid och var en stor utgift för bruksägarna. Trots förbättringen genom kanalens tillkomst kunde transporten mellan Filipstad och Kristinehamn ta flera månader.
Brukspatronen i Storfors, Claes de Frietzky, föreslog 1775 en kanal från Sjöändan till Kristinehamn, mellan ”Philipstads och Carlskogas Bergslag" till Vänern, men på grund av terräng-förhållandena genomfördes aldrig projektet.
Vid mitten av 1800-talet byggdes små hästdragna järnbanor för att underlätta transporten mellan sjöarna i Filipstads bergslag. Pråmarna försågs med räls på vilken vagnarna kunde köras upp för att minska omlastningarna.
1833 lade Baltzar von Platens medarbetare, överstelöjtnant Johan Edström, fram ett förslag där kanalen skulle få den sträckning den har i dag. Förslaget möjliggjorde sjötransport från Filipstad till Sjöändans lastageplats i Bergsjön och därifrån hästdragen rallbana (en försvenskning av engelska railway) till Kristinehamn. Christinehamn–Sjöändans Järnväg öppnades 1850.
Först 1847 bildades ett kanalaktiebolag under ordförandeskap av bergmästare Franz von Schéele. Kanalprojektet innefattade:
- Asphytte kanal med en slusskammare. Nivåskillnad 5 m
- Bjurbäcks kanal med en öppen nivåsluss i Källsfallet och 3 st slusskammare i Bjurbäcken. Nivåskillnad cirka 11 m.

År 1852 slutfördes arbetet på slussen i Knappfors för att Bofors och andra bruk i Karlskoga skulle kunna transportera sina produkter till Kristinehamn via Sjöändans lastageplats.
År 1857 invigdes slussarna, och kanalen öppnades för trafik. 1872-1874 byggdes den anslutande korta Björkborns kanal. Kanalens rekordår blev 1872, då 1 369 ångbåtar och 3 243 pråmar passerade Bjurbäckens slussar. Daglig persontrafik bedrevs. 1875 nedgick kanaltrafiken drastiskt. Tillkomsten av Östra Värmlands Järnväg år 1874 ledde till att järnvägen tog över all frakt, och merparten av persontrafiken.
I början av 1940-talet var kanalanläggningarna i bedrövligt skick. Föreningen Filipstads Bergslags Kanal u p a bildades och fick överta driften och underhållet. Efter omfattande reparationer kunde kanalen återinvigas 1947, 90 år efter tillkomsten. 1971 sålde staten anläggningarna vid Asphyttan och Bjurbäcken till Föreningen Filipstads Bergslags Kanal.